# Thank You & Goodnight
Thank You & Goodnight è il settimo album in studio della boy band irlandese Boyzone, pubblicato nel 2018.

## Tracce
1. Normal Boy – 3:26
2. Because – 2:47
3. If It's Not Love – 3:14
4. Talk – 3:56
5. Tongue Tied (featuring Alesha Dixon) – 2:58
6. Talk About Love – 3:38
7. Loaded Gun – 3:29
8. You're Criminal – 3:00
9. The Joke Is on Me – 3:09
10. Symphony of Hearts – 3:38
11. Learn to Love Again – 3:43
12. Dream – 3:23